# Дочи Ексерова
Дочи Русева Ексерова е българска химичка, работила главно в областта на физикохимията на дисперсните системи.

## Биография
Родена е на 20 май 1935 г. във Варна. Завършва гимназия в София. През 1958 година завършва неорганична химия в Софийския държавен университет, след което работи в Института по физикохимия на БАН. От 1972 до 1995 г. освен това преподава в Биологическия факултет на Софийския университет. От 1988 г. е професор, а от 2004 г. – академик на Българската академия на науките.
Научните ѝ изследвания са в областта на физикохимията на тънките течни филми и дисперсните системи. Нейните изследвания имат практическо значение за биохимията, биомедицината, електрохимията, химията на полимерите. Разработените под нейно ръководство методи са внедрени в 25 института в България и в чужбина.
Автор на 172 научни труда, цитирани в международната научна литература над 2200 пъти.
През 2015 г. е удостоена с орден „Св. св. Кирил и Методий“ – първа степен.
Умира на 2 октомври 2017 г. на 82 г. в София.